# Pyrnus insularis
Pyrnus insularis là một loài nhện trong họ Trochanteriidae. Loài này phân bố ở Lord Howe-eiland.